# A Thousand Blows
A Thousand Blows är en brittisk historisk sport- och dramaserie vars första säsong hade premiär den 11 oktober 2024 på London Film Festival. Serien hade premiär på Disney+ den 21 februari 2025 och består av 12 avsnitt. Serien är skapad av Steven Knight.

## Handling
Serien kretsar kring Hezekiah Moscow, en nyligen anländ jamaicansk man som söker framgång i Londons illegala boxningsringar. Hans öde vävs samman med Mary Carr, som är ledare för en kvinnlig stöldliga, samtidigt som han förbereder sig för sitt livs kamp mot den erfarne boxaren Sugar Goodson. 

## Rollista (i urval)
- Malachi Kirby – Hezekiah Moscow
- Stephen Graham – Sugar Goodson
- Erin Doherty – Mary Carr
- Francis Lovehall – Alec Munroe
- Ziggy Heath – Peggy Bettinson
- Jason Tobin